# École Supérieure d'Électricité
La Escuela Superior de Electricidad (en francés: École Supérieure d'Électricité) también conocida como Supélec, es una escuela de ingenieros de Francia. 
Está ubicada en Gif-sur-Yvette, Metz y Rennes. Forma principalmente ingenieros generalistas de muy alto nivel, destinados principalmente para el empleo en las empresas.
En 2015, Supélec y École Centrale Paris se fusionaron para formar CentraleSupélec. 
CentraleSupélec es miembro de la Universidad Paris-Saclay.

## Diplomado Supélec
En Francia, para llegar a ser ingeniero, se puede seguir la fórmula "dos más tres", que está compuesta de dos años de estudio de alto nivel científico (las clases preparatorias) y tres años científico-técnicos en una de las Grandes Ecoles de ingenieros. El acceso a éstas se realiza, al final de las clases preparatorias, a través de un concurso muy selectivo.
- Master Ingénieur Supélec
- Masters Research & PhD Doctorado
- Mastères Spécialisés
- Mooc.

## Graduados famosos
- Anatole Abragam, físico francés que escribió Principles of Nuclear Magnetism (Principios de magnetismo nuclear)
- Serguéi Bernstéin, importante matemático
- Pierre Bézier, eminente ingeniero y el creador de las llamadas curvas y superficies de Bézier que lógicamente llevan su nombre
- Louis Charles Breguet, diseñador y constructor de aviones francés, uno de los pioneros de la aviación
- Thierry Breton, profesor en la Harvard Business School y Ministro de Economía de Francia
- Jean-Luc Lagardère, empresario francés, fundador del conglomerado Lagardère
- Louis Leprince-Ringuet, físico e ingeniero en telecomunicaciones francés
- José García Santesmases, físico y pionero de la informática en España

## Profesores famosos
- André Blanc Lapierre, físico